# Philodendron leyvae
Philodendron leyvae är en kallaväxtart som beskrevs av García-barr. Philodendron leyvae ingår i släktet Philodendron och familjen kallaväxter.
Artens utbredningsområde är Colombia. Inga underarter finns listade.